# António Mega Ferreira
António Mega Ferreira (Lisbona, 25 marzo 1949 – Lisbona, 26 dicembre 2022) è stato un giornalista e scrittore portoghese.
Tra le più importanti figure dell'intellettualità portoghese, Mega Ferreira fu saggista e narratore di lungo corso, oltre che giornalista affermato e personaggio pubblico (dirigeva il Centro Cultural de Belém e curò la candidatura di Lisbona a città ospite dell'Esposizione Internazionale del 1998).
Autore di decine di opere di narrativa e importanti saggi (su tutti, spicca un libro su Pessoa, l'economia e la contabilità) per il prestigioso marchio editoriale lisbonese Assírio & Alvim, ostentava una prosa di grandissima eleganza e ricercatezza, tanto da poter essere annoverato tra i grandi maestri delle lettere portoghesi.

## Riconoscimenti
- Grande Prémio de Conto Camilo Castelo Branco 2002 (Portogallo)

## Traduzioni italiane
- Roma – Esercizi di riconoscimento, Urogallo, Perugia 2011.